# Drew Gilpin Faust
Drew Gilpin Faust (ur. 18 września 1947) – amerykańska historyczka i nauczycielka akademicka, profesor historii na Harvard Faculty of Arts and Sciences, 28. rektor Uniwersytetu Harvarda urzędująca w latach 2007-2018 oraz była dziekan Radcliffe Institute for Advanced Study.
W 2008 została umieszczona na 51. miejscu rankingu Top 100 Public Intellectuals Poll. W 2015 została umieszczona na 46. miejscu listy „100 najbardziej wpływowych kobiet świata” stworzonej przez dwutygodnik Forbes. Finalistka National Book Award (2008) i nagrody Pulitzera (2009).
Jako historyczka Faust zajmuje się dziejami wojny secesyjnej oraz amerykańskiego Południa.

## Edukacja[1]
- Bryn Mawr College: bachelor’s degree (1968)
- University of Pennsylvania: master's degree magna cum laude (1971), doctoral degree (1975)

## Publikacje
- Mothers of Invention: Women of the Slaveholding South in the American Civil War (University of North Carolina Press, 1996)[1]
- This Republic of Suffering: Death and the American Civil War (Alfred A. Knopf, 2008)[1]